# 班旦加措
班旦加措（藏語：དཔལ་ལྡན་རྒྱ་མཚོ་，威利转写：dpal ldan rgya mtsho，1933年—2018年11月30日），生于西藏，是藏传佛教僧人。他曾因维护西藏傳統和反对中国共产党統治而入狱。1992年，他流亡到印度达兰萨拉，班旦加措为一个政治運動者，一面环游世界一面宣传西藏。

## 生平
1933年，班旦加措出生在中华民国西藏地方的一个村庄，其家乡位于现在江孜镇和日喀则之间。1943年，班旦加措进入寺庙成为一个僧人，后来，他驻锡于哲蚌寺。
1959年，西藏地区爆发了抗暴事件，班旦加措因为不願出賣其上師而被逮捕，随后羁押长达33年。
1983年他終獲自由，三個月後，因張貼主張西藏獨立的大字報，他再度被判刑8年。1992年，班旦加措刑满释放，流亡到印度达兰萨拉，支持西藏流亡政府，并且出版了自传《雪山下的火焰：一個西藏良心犯的證言》，随后被翻译成各国语言和电影广为流传。班旦加措出访美国和欧洲之后，在政治上日益活跃。
1995年，班旦加措到瑞士日内瓦参加联合国人权理事会。
2009年，班旦加措在挪威奥斯陆首届奥斯陆自由论坛发表演讲。
班旦加措一直居住于印度达兰萨拉，于2018年11月30日逝世。

## 作品
- . London: The Harvill Press. 1997. ISBN 1-86046-509-9 （英语）.

## 奖项
| 年份 | 奖项              | 是否得奖 | 备注  |
| ---- | ----------------- | -------- | ----- |
| 1998 | 约翰·汉弗莱自由奖 | 獲獎     | [ 7 ] |